# エンゼルキャブ
有限会社エンゼルキャブは広島県広島市安佐南区安地区で路線バスを運行するタクシー・バス会社である。
安佐南区安地区で路線バスを運行しているが、本社は広島市南区にある。
かつてアストラムラインのフィーダー線を中型バスで運行しており、元は広島交通が運行していた路線を引き継いだ形となっている。

## 各営業所・車庫の所在地
- 本社:広島市南区東雲本町2丁目15-9
- 平和台営業所:広島市安佐南区高取南2丁目29-22

## バス路線（廃止）
高取駅には平和台行の便のみ停車。また高取上には平和台発の便のみ停車する。
- 大町駅 - 大町 - 相田 - 安田女子大入口 - 安小学校 - 上安 - 高取 - [ 高取駅 ] - （高取上） - 安西小学校 - 安西高校 - 安西中学校 - 平和台上
- 高取駅 - （高取上） - 安西小学校 - 安西高校 - 安西中学校 - 平和台上
- 上安駅 - 上安 - 高取 - [ 高取駅 ] - （高取上） - 安西小学校 - 安西高校 - 安西中学校 - 平和台上
  - 平日2往復（朝1往復と午後1往復）、休日1往復のみ。
  - 2020年9月30日の運行をもって路線廃止され、フォーブルに移管された。

バスカードは使用できなかった。ICカード乗車券PASPYは平成21年度導入計画していたが、中止になった。

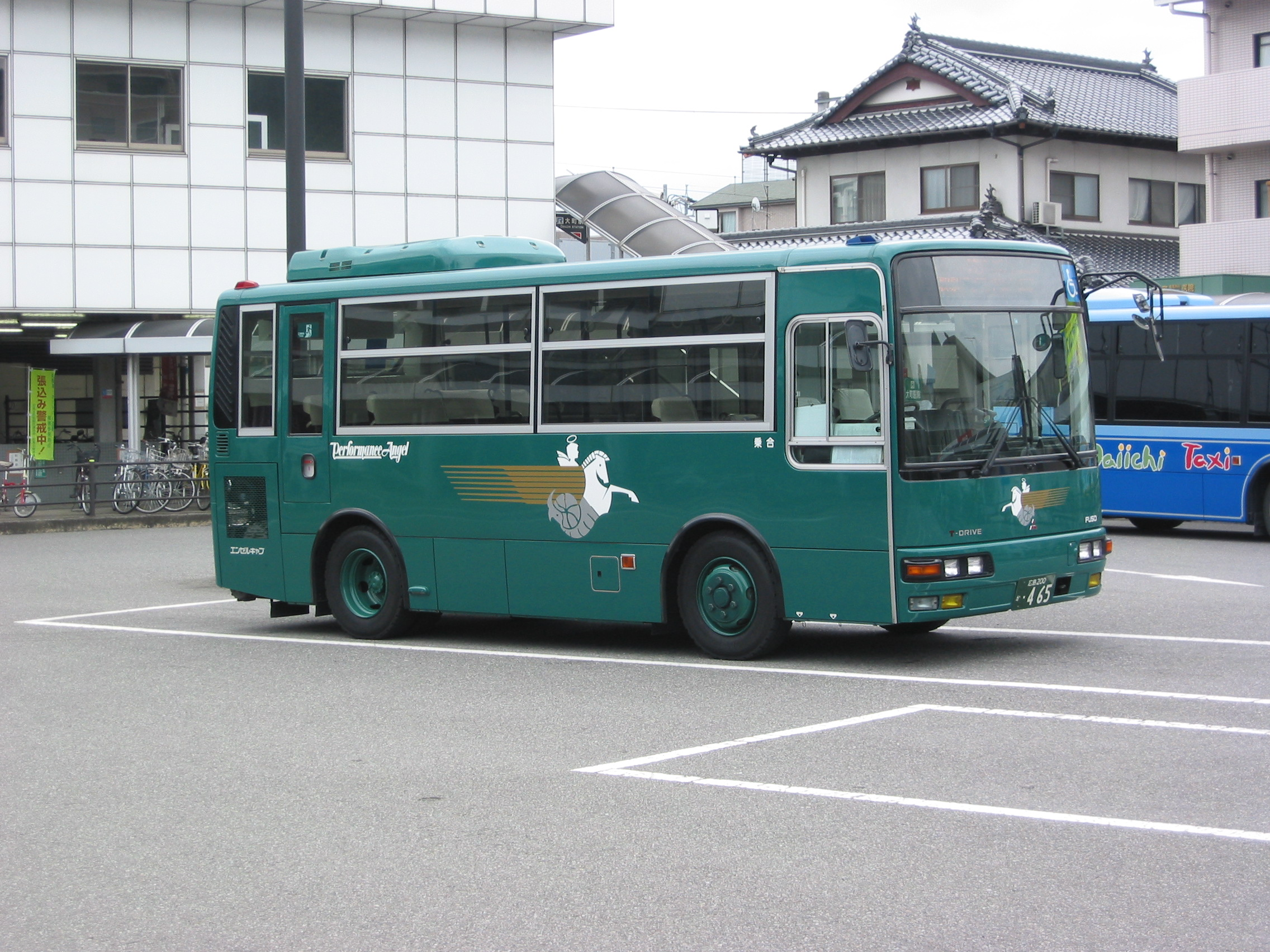
路線バスの車両（2007年）